# 45 Korpus Armijny (Imperium Rosyjskie)
45 Korpus Armijny Imperium Rosyjskiego (ros. 45-й армейский корпус) – jeden ze związków operacyjno-taktycznych  Imperium Rosyjskiego w czasie I wojny światowej. Rozformowany na początku 1918 r. 

## Podporządkowanie
- 11 Armii (1.06 – 11.12.1916)
- 9 Armii (1.02 – 16.06.1917)
- 5 Armii (23.09 – grudzień 1917)

## Dowódcy Korpusu
- gen. piechoty  P. A. von Lajming (marzec 1916 – kwiecień 1917)
- gen. lejtnant J. F. Nowickij (kwiecień – czerwiec 1917)
- gen. lejtnant S. K. Dobrowolskij (czerwiec – sierpień 1917)
- gen. lejtnant P. G. Suchanow  (od sierpnia 1917)